# Collegio uninominale Veneto 2 - 06 (2017)
Il collegio elettorale uninominale Veneto 2 - 06 è stato un collegio elettorale uninominale della Repubblica Italiana per l'elezione della Camera dei deputati tra il 2017 ed il 2022.

## Territorio
Come previsto dalla legge elettorale italiana del 2017, il collegio era stato definito tramite decreto legislativo all'interno della circoscrizione Veneto 2.
Era formato dal territorio di 47 comuni: Asiago, Bassano del Grappa, Breganze, Bressanvido, Caltrano, Calvene, Carrè, Cartigliano, Cassola, Chiuppano, Conco, Dueville, Enego, Fara Vicentino, Foza, Gallio, Lugo di Vicenza, Lusiana, Marano Vicentino, Marostica, Mason Vicentino, Molvena, Montecchio Precalcino, Mussolente, Nove, Pianezze, Pove del Grappa, Pozzoleone, Roana, Romano d'Ezzelino, Rosà, Rossano Veneto, Rotzo, Salcedo, Sandrigo, Sarcedo, Schiavon, Solagna, Tezze sul Brenta, Thiene, Valbrenta, Villaverla, Zanè e Zugliano.
Il collegio era quindi interamente compreso nella provincia di Vicenza.
Il collegio era parte del collegio plurinominale Veneto 2 - 02.

## Eletti
| Elezione | Elezione | Deputato          | Partito |
| -------- | -------- | ----------------- | ------- |
|          | 2018     | Germano Racchella | Lega    |

## Dati elettorali

### XVIII legislatura
Come previsto dalla legge elettorale, 232 deputati erano eletti con sistema a maggioranza relativa in altrettanti collegi uninominali a turno unico.
| Candidati              | Candidati                   | Voti    | %     | Liste                    | Voti    | %     |
| ---------------------- | --------------------------- | ------- | ----- | ------------------------ | ------- | ----- |
|                        | Germano Racchella ✔️ Eletto | 95 572  | 52,39 | Lega                     | 68 390  | 37,49 |
| Forza Italia           | Germano Racchella ✔️ Eletto | 95 572  | 52,39 | 17 608                   | 9,65    |       |
| Fratelli d'Italia      | Germano Racchella ✔️ Eletto | 95 572  | 52,39 | 7 822                    | 4,29    |       |
| Noi con l'Italia - UDC | Germano Racchella ✔️ Eletto | 95 572  | 52,39 | 1 752                    | 0,96    |       |
|                        | Sabrina Fanton              | 41 676  | 22,85 | Movimento 5 Stelle       | 41 676  | 22,85 |
|                        | Rosanna Filippin            | 33 575  | 18,41 | Partito Democratico      | 27 713  | 15,19 |
| +Europa                | Rosanna Filippin            | 33 575  | 18,41 | 4 692                    | 2,57    |       |
| Italia Europa Insieme  | Rosanna Filippin            | 33 575  | 18,41 | 619                      | 0,34    |       |
| Civica Popolare        | Rosanna Filippin            | 33 575  | 18,41 | 551                      | 0,30    |       |
|                        | Mauro Beraldin              | 3 898   | 2,14  | Liberi e Uguali          | 3 898   | 2,14  |
|                        | Katiuscia Fabris            | 1 597   | 0,88  | CasaPound                | 1 597   | 0,88  |
|                        | Elena Fasoli                | 1 534   | 0,84  | Il Popolo della Famiglia | 1 534   | 0,84  |
|                        | Ilenia Ghiotto              | 1 032   | 0,57  | Italia agli Italiani     | 1 032   | 0,57  |
|                        | Renzo Pietribiasi           | 1 009   | 0,55  | Potere al Popolo!        | 1 009   | 0,55  |
|                        | Cinzia Franchin             | 938     | 0,51  | Partito Valore Umano     | 938     | 0,51  |
|                        | Paolo Bego                  | 807     | 0,44  | Grande Nord              | 807     | 0,44  |
|                        | Chiara Masin                | 603     | 0,33  | 10 Volte Meglio          | 603     | 0,33  |
|                        | Laura Manfron               | 178     | 0,10  | PRI - ALA                | 178     | 0,10  |
| Totale                 | Totale                      | 182 419 | 100   |                          | 182 419 | 100   |
|                        |                             |         |       |                          |         |       |
| Voti non validi        | Voti non validi             | 5 020   | 2,68  |                          |         |       |
| Votanti                | Votanti                     | 187 439 | 81,29 |                          |         |       |
| Elettori               | Elettori                    | 230 572 |       |                          |         |       |